# 日本海忠藏
日本海 忠藏（にほんかい ちゅうぞう、1885年3月25日 - 1953年9月19日）は、現在の秋田県横手市出身で立田川部屋、出羽海部屋に所属した力士。本名は最上 忠五郎。身長178cm、体重83kg。最高位は西前頭16枚目。清ノ森政夫の大叔父。

## 経歴
1904年1月初土俵、1910年6月十両昇進。1914年1月新入幕を果たしたが、初日から5連敗で途中休場。十両に陥落し、1917年1月廃業した。
その後は手打ちうどんの製造販売業に従事した。

## 成績
- 幕内1場所0勝5敗5休

## 改名
改名歴なし